# Pharmacus
Pharmacus is een geslacht van rechtvleugeligen uit de familie grottensprinkhanen (Rhaphidophoridae). De wetenschappelijke naam van dit geslacht is voor het eerst geldig gepubliceerd in 1893 door Pictet & Saussure.

## Soorten
Het geslacht Pharmacus omvat de volgende soorten:
- Pharmacus brewsterensis Richards, 1972
- Pharmacus chapmanae Richards, 1972
- Pharmacus dumbletoni Richards, 1972
- Pharmacus montanus Pictet & Saussure, 1893